# 서울지방조달청
서울지방조달청(서울地方調達廳, Seoul Regional Public Procurement Service)은 서울특별시와 그 밖에 다른 지방조달청 관할구역에 속하지 않는 지역의 정부가 행하는 물자(군수품 제외)의 구매·공급 및 관리에 관한 사무와 정부의 주요 시설 공사 계약에 관한 사무를 관장하는 대한민국 조달청의 소속기관이다. 1998년 2월 28일 발족하였으며, 서울특별시 서초구 반포대로 217에 위치하고 있다. 청장은 고위공무원단 나등급에 속하는 일반직공무원으로 보한다.

## 직무
- 관할구역내 수요기관이 구매 요청하는 물자중 조달청장이 지정하는 내자 물품·용역 계약체결 및 관리와 그에 부수되는 업무
- 물가조사업무
- 관할구역내 수요기관이 요청하는 시설공사중 조달청장이 지정하는 시설공사 계약체결 및 관리와 그에 부수되는 업무
- 공사시공관리 및 공사계약의 사후관리에 관한 사항
- 관할구역 내 국유재산 관리실태의 확인·점검 등 국유재산 관리사무

## 연혁
- 1959년 9월 9일: 외자청 소속으로 서울사무소 설치.[2]
- 1961년 10월 2일: 서울사무소 폐지.[3]
- 1998년 2월 28일: 조달청 소속으로 서울지방조달청 설치.[4]

## 관할구역
- 서울특별시
- 다른 지방조달청의 관할구역에 속하지 아니하는 지역

## 조직

### 청장
- 경영관리과[5]
- 자재구매과[5]
- 정보기술용역과[5]
- 장비구매과[6]
- 시설계약과[6]
- 공사관리과[6]